# Rasmus Nielsen (journalist)
 Der er flere personer med dette navn, se Rasmus Nielsen.
Rasmus Nielsen (født 7. oktober 1960) er en dansk journalist, der er grundlægger, udgiver og ejer af - samt nuværende bestyrelsesformand for - den nordiske mediekoncern Alrow Media, der udgiver de digitale politiske medier Altinget.dk (2000), Altinget.se (2014) og Altinget.no (2022) samt står bag ledelsesmediet og tænketanken Mandag Morgen (1989). Han var indtil 2017 ansvarshavende chefredaktør og administrerende direktør for mediehuset.
Uddannet ved Danmarks Journalisthøjskole (1979-1983) med praktik på Berlingske Tidendes politiske redaktion under Lisbeth Knudsen og blev senere nyhedsvært på den regionale tv-station TV 2 Lorry i fire år fra dens start. Forhenværende journalist på Berlingske Tidende, DR, TV 2, m.v. Fhv. næstformand, Danske Medier.
Redaktør af EF-Kommissionens nordiske blade 1983-85. Freelance Danmarks Radio 1984-89 (vært på interviewprogrammet Hvorfor nu det?) på P3. TV 2/Lorry 1989-93: studievært, redaktør af Set & Sket og ansvarlig for kommunalvalgsdækningen 1993. Studievært på TV 2/Lorry kommunalvalgsdækningen 2001.
1994-99: Etableret og drevet folketingsredaktion for TV 2-regionerne. Forfatter til Folketingets rapport "Grundlovsdebatten 1999-2003"
Født i København og opvokset på Frederiksberg og i Risskov.
Stifter og initiativtager Oluf Høst Museet i Gudhjem i 1996.
Formand for GLO (Gymnasieelevernes Landsorganisation) 1978-1979. Formand for Europæisk Ungdom 1983-84.
Rasmus Nielsen er søn af psykolog, dr.phil. Helle Høpfner Nielsen og provinschef ved DR Gerhard Nielsen (professor i psykologi) samt bror til Jakob Nielsen. Han har to sønner.